# Київлянка

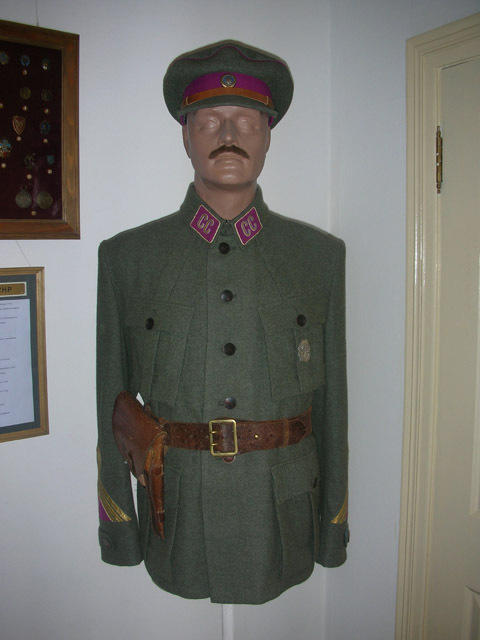
Однострій полковника Січових Стрільців (СС) Армії УНР.

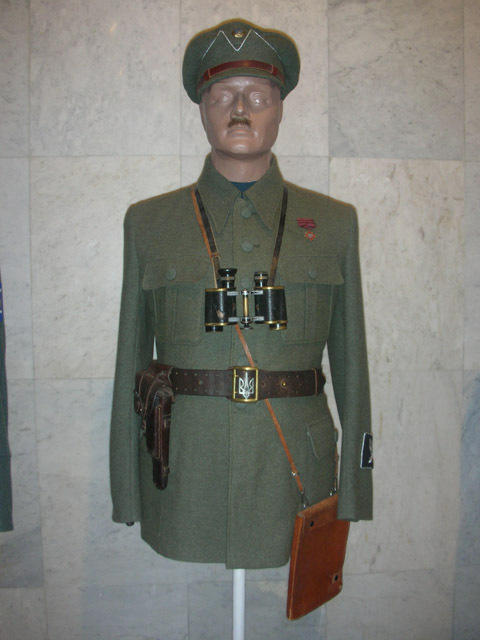
Однострій генерал-хорунжого УПА

Київлянка або петлюрівка — м'який кашкет британського зразка, запроваджений в українському війську гетьманом Павлом Скоропадським. Убір використовувався Армією Української Народної Республіки та замінив мазепинку Української Галицької Армії після об'єднання цих двох військ.
Київлянка, введена в УГА розпорядженням Диктатора № LXXIV від 18 серпня 1919 року, складалася з околиша («обруча»), тулії («головача»), козирка («дашка»), підборідного ремінця («підбородку») та шапкового знака («відзнаки»). Околиш (4,5 см заввишки) мала прикрашати нашивка з сукна кольору роду зброї 3 см завширшки. Тулія складалася з денця, що виходило на 3 см поза околиш, та «приверха» 5 см завширшки для сполучення тулії з околишем. Підборідний ремінь — сукняний, 12 мм завширшки — мав кріпитися до околиша за допомогою металевих ґудзиків (сірого металу для «мужви», жовтого — для старшин). У військовиків піхоти, артилерії, кінноти, технічних військ та
обозу на ґудзиках шапки повинен був розміщуватися номер частини (полку), в інших родах зброї вони мали бути гладенькі. Для генералів встановлювався золотистий ремінець.
Також петлюрівками часто називають саморобні кашкети УПА, також відомі як бандерівки.